# Cristian García Martínez
Cristian García Martínez (Tarazona, Zaragoza, 1990) es un piloto de rally español. Fue campeón de España de la disciplina en 2016. Comenzó muy joven como copiloto y luego inició su carrera como piloto en pruebas del regional aragonés, incluyendo pruebas de montaña. Vence en varios trofeos y copas de promoción como la Beca RMC (2014) y la Mitsubishi Evo Cup (2015) y posteriormente en 2016 se proclama campeón de España de rally. 

## Trayectoria
Comenzó como copiloto a bordo de un SEAT 124 Turbo conducido por su padre, Rafal García Huerta, con el que participó en varias pruebas de Aragón logrando el campeonato de copilotos con diecisiete años. Al poco de cumplir la mayoría de edad debutó como piloto participando en pruebas de montaña, coronándose campeón autonómico con un SEAT León Cupra y en rallies del regional aragonés. Con un Citroën Saxo obtuvo la Copa Promoción y la de Rallyes, siempre acompañado de Rebeca Liso, su copiloto y pareja. En 2013 dio el salto al campeonato de España con un Suzuki Swift con el que participó en la Copa Suzuki terminando en la octava posición. Al año siguiente con un Ford Fiesta R2 participa en la Beca RMC, copa que incluía pruebas del nacional de asfalto y el de tierra logrando el triunfo y un premio de 30.000 € que le permite con el apoyo del preparador RMC Motorsport, afrontar la temporada 2015 con un Mitsubishi Lancer Evo X. Consigue terminar todas las pruebas del calendario logrando como mejor resultado un tercer puesto en el Rally de Ourense, el primer podio en el certamen nacional, y además se proclama campeón de la Mitsubishi Evo Cup.

### Campeón de España
En 2016 con el apoyo de Mitsubishi disputa de nuevo el campeonato logrando su primera victoria en el Sierra Morena. Luego sumaría cuatro más en Cantabria, Ourense, Llanes y Madrid, lo que le permite proclamarse campeón de España. Con 25 años se convertía así en el piloto más joven en ganar el certamen desde que Dani Sordo lo hiciera en 2005 con 23. En 2017 cambia de montura y afronta el campeonato con un Ford Fiesta R5. La marca Repsol se retiró por motivos económicos por lo que gracias al expiloto Daniel Alonso a través de su empresa MMR Bikes, le dio el impulso necesario para poder continuar. A pesar del buen arranque de temporada, con tres victorias (Sierra Morena, Adeje y Ourense), dos accidentes y el no poder disputar las últimas citas le impidieron defender el título. 
La falta de apoyo económico hizo que Cristian no participase en la temporada 2018 teniendo que centrarse en sus negocios familiares de compraventa de coches. Regresa a la competición en julio de 2018 invitado por MRT Rally Team en el Slalom Los Caracolitos celebrado en Fuerteventura, con un Peugeot 208 N5 clasificándose 21º tras algunos problemas mecánicos y posteriormente participó en Rally Cangas del Narcea, del regional asturiano, siendo segundo con un Ford Fiesta N5. Durante este tiempo además de sus negocios familiares también tuvo una hija con su pareja Rebeca.

### Regreso al CERA
Tras el parón de dos años y luego de varios intentos por regresar incluido un pequeño proyecto con Nissan que no salió adelante, en septiembre de 2019 Cristian anunció su regreso a la competición, de cara a la temporada 2020. En 2022 ha encontrado un proyecto con el equipo Calm Competició y ACSM, a los mandos de un Skoda Fabia Evo Rally2. aunque finalmente su vuelta se produce en la última cita del certamen de asfalto de la temporada 2019, el rally Comunidad de Madrid con un VW Polo GTI R5 de Teo Martín Motorsport.

## Resultados completos

### Campeonato de España de Rally
| Año  | Equipo                   | Vehículo                | 1      | 2      | 3       | 4      | 5       | 6       | 7      | 8      | 9       | 10     | 11    | Posición | Puntos |
| ---- | ------------------------ | ----------------------- | ------ | ------ | ------- | ------ | ------- | ------- | ------ | ------ | ------- | ------ | ----- | -------- | ------ |
| 2013 | Escudería Automoto Soria | Suzuki Swift Sport      | CNR    | CAN 30 | RIA Ret | ORE 32 | FER 16  | PRI 23  | LLA 26 | SMO    | MAD Ret |        |       | 58.º     | 6      |
| 2014 | RMC Motorsport           | Ford Fiesta R2          | CNR    | SMO    | RBX Ret | OUR    | BIE Ret | FER     | PDA    | LLA 11 | CAN     |        |       | 35º      | 22     |
| 2014 | RMC Motorsport           | Mitsubishi Lancer Evo X |        |        |         |        |         |         |        |        |         | MAD 11 |       | 35º      | 22     |
| 2015 | RMC Motorsport           | Mitsubishi Lancer Evo X | VDA 10 | CNR 5  | SMO 5   | RBX 5  | OUR 3   | FER 4   | PDA 5  | LLA 14 | MAD 4   |        |       | 4º       |        |
| 2016 | Mitsubishi Repsol        | Mitsubishi Lancer Evo X | CNR 1  | ADE 2  | SMO 1   | FER 7  | CAN 1   | OUR 1   | PDA 4  | LLA 1  | MED 20  | MAD 1  |       | 1º       | 307    |
| 2017 | RMC Motorsport           | Ford Fiesta R5          | SMO 1  | ECI 5  | ADE 1   | OUR 1  | FER Ret | PDA Ret | LLA 5  | CAN    | MED     | MAD    |       | 5º       | 176,4  |
| 2019 | Teo Martín Motorsport    | VW Polo GTI R5          | SMO    | CAN    | ADE     | OUR    | COC     | FER     | PDA    | LLA    | CAN     | MED    | MAD 5 | -        | -      |

### Campeonato de España de Rally de Tierra
| Año  | Equipo         | Vehículo       | 1   | 2      | 3   | 4      | 5      | 6   | 7   | Posición | Puntos |
| ---- | -------------- | -------------- | --- | ------ | --- | ------ | ------ | --- | --- | -------- | ------ |
| 2014 | RMC Motorsport | Ford Fiesta R2 | LOR | GAL 18 | AND | BIE 14 | CER 24 | RIO |     | 30.º     | 10     |
| 2017 | RMC Motorsport | Ford Fiesta R5 | LOR | NAV 3  | GAL | CER 5  | EXT    | POZ | CTG | 14º      | 50     |

| Predecesor: Miguel Ángel Fuster | Campeón de España de Rally 2016 | Sucesor: Iván Ares |